# Pierre-Oscar Lévy
Pierre-Oscar Lévy   (París, 1 d'abril de 1955) és un guionista i director de cinema francès.

## Biografia
Llicenciat a l'IDHEC el 1977 (secció direcció – muntatge), després d'haver-se oblidat de la pintura, i d'haver estat editor, és director des de 1982, productor des de 1989. Especialista en pel·lícules documentals és autor de més d'un centenar de pel·lícules de temàtica variada.
Va produir temes per a l'espectacle de culte Cinéma, Cinémas entre 1986 i 1992. Va produir, escriure i dirigir el programa científic i tècnic de Arte Archimède(s) de 1994 a 2003.
Des del 1979 fins al 1981 va ser periodista i dibuixant de premsa, sobretot per al diari Le Monde i especialment Le Quotidien de Paris.
També és l'autor del guió d'un còmics, dibuixat per Frederik Peeters, publicat a Suïssa per  éditions Atrabile, publicat al setembre 2010 Château de sable, que va rebre nombrosos premis i que s'adaptarà al cinema l'any 2021 sota el títol Old. L'àlbum es reeditarà amb motiu de l'estrena de la pel·lícula.

## Filmografia

### Director

#### Documentals
- 2020 : Exister c'est Résister (52 min)
- 2019 : Hécatombe sur la RN7 (52 min)
- 2016 : Peau d'âme (Premi del Públic, Festival d'Arqueologia de Clermont-Ferrand, 2017)[6]
- 2015 : Les apprentis sorciers du climat[7]
- 2015 : Marseille, le jeu du clientélisme[8]
- 2014 : Quand les entreprises jouent à cache cash
- 2011 : Un monde dans tous ses états
- 2009 :  De l'utilisation politique des armes de destruction massive
- 2008 : Vauban, lettres ouvertes
- 2003 : La Grotte Chauvet : dialogue d'équipe
- 2003 : Nano, la prochaine dimension[Notes 2]
- 2003 : La Force du vide
- 2003 : La Grotte Chauvet : la première fois
- 2002 : Dans le silence de la grotte Chauvet
- 2001 : Le Petit Théâtre des OGM
- 2000 : La Grotte Chauvet, devant la porte [9]
- 2000 : Georges Perec - Un parmi eux
- 1997 : RU 486 (curtmetratge)
- 1997 : L'Ombre d'Angkor
- 1997 : La Couleur de la peau
- 1995 : Le Refus[10]
- 1994 : Les variations Diabelli
- 1992 : Premier Convoi
- 1991 :  Dinosaures le Retour
- 1991 : Yourodivy
- 1991 : Portrait de Mike Westbrook (curtmetratge)
- 1990 : Zbig, chef d'orchestre
- 1990 : L'homme qui n'existe pas
- 1989 : Analyse de la Règle du Jeu de Jean Renoir
- 1989 : L'Histoire du Soldat
- 1984 : Premiers Mètres (13 min). Homenatge especial als grans mestres del documental: Joris Ivens, Dziga Vertov, Jean Rouch, Frederick Wiseman, Nagisa Oshima, avec Thomas Lévy-Lasne, Claire Lasne, Lucien Melki, Freddy Buache, Jacques Kébadian, Patrick Brion. Nominations Césars 1985
- 1984 : Trois petits tours (curtmetratge) Grand Prix de la Ville de Bordeaux FIFARC 1987.
- 1983 : Je sais que j'ai tort mais demandez à mes copains, ils vous diront la même chose, Palma d'or del curtmetratge al Festival de Canes de 1983 Nominat als Césars 1984.

#### Ficcions
- 1990 : Déminage (18 min), amb Thomas Langmann, Marianne Denicourt, Francis Frappat, Claire Lasne, Lucien Melki et Jean-Paul Rousillon.
- 1989 : Maman je n'ai rien aux dents ! (5 min). curtmetratge d'uns sèrie fantàstica Adrénaline, amb Thomas Lévy-Lasne, Francis Frappat i Claire Lasne.
- 1986 : Le Cabinet d'Amateur (14 min). Homenatge a Georges Perec, amb Jacques Boudet i Lucien Melki.

#### Magazíns
- 1999 : Relief de l'invisible
- 1999 : Pi = 3,14 (director i productor de l'emissió).
- 1994 : Archimède (dissenyador, autor, director i productor). Magazín científic i tècnic d'Arte del gener de 1995 al desembre de 2003
- 1986 : Des outils racontent la préhistoire, rencontre avec Jacques Tixier,
- Participació habitual del 1986 al 1992 com a director al programa d'Antenne 2 : Cinéma, Cinémas

### Guionista
- 2010 : Château de sable, còmics dissenyats per Frederik Peeters amb guió de Pierre Oscar Lévy, editat per Atrabile.[2] Premi Töpffer Genève el 2010[11] i després Premi a la millor historieta de ciència-ficció al  Utopiales el 2011.[12]